# Болгарская дореформенная орфография
Болга́рская дорефо́рменная орфогра́фия — орфография болгарского языка, действовавшая до своей реформы в 1945 году.

## Алфавит
Алфавит насчитывал 32 буквы:
| А а | Б б | В в | Г г | Д д | Е е | Ж ж | З з |
| И и | Й й | К к | Л л | М м | Н н | О о | П п |
| Р р | С с | Т т | У у | Ф ф | Х х | Ц ц | Ч ч |
| Ш ш | Щ щ | Ъ ъ | Ь ь | Ѣ ѣ | Ю ю | Ѫ ѫ | Я я |

- От современного болгарского алфавита отличается наличием букв ѣ (ять) и ѫ (юс).
- От современного русского алфавита отличается наличием букв ѣ (ять) и ѫ (юс), а также отсутствием букв ё, ы, э.
- От русского дореформенного алфавита отличается наличием буквы ѫ (юс), а также отсутствием букв i, ы, э, ѳ, ѵ и ё.

### Омонимы
До реформы 1945 года слова «мед» (мёд) и «мед» (медь) различались при написании, писали «медъ» и «мѣдь».

## Официальные системы орфографии
В конце XVIII века к болгарскому языку был адаптирован введённый в России в 1708 году гражданский шрифт. В дальнейшем использовались разные варианты кириллического алфавита, а к моменту освобождения Болгарии в 1877—1878 годах наиболее распространённым стал алфавит из 32 букв, предложенный Марином Дриновым (дриновская орфография).

### Дриновская орфография
Дриновская орфография ≈1870-1899 носит имя своего создателя — Марина Дринова (1838—1906), легла в основу первой официальной болгарской орфографии. Использовалась будущей Болгарской академией наук, научным периодическим изданием «Периодическо списание», имела большую популярность в первые годы после освобождения.
- ер и ерь на конце слов: по дриновской орфографии, всякое слово завершается с графической гласной (то есть изображаемой, но может, и не читаемой, например ъ, ь — нечитаемые, немые). Слова, которые при произношении оканчиваются на согласный, получают конечный ъ или ь. С ь пишутся существительные женского рода (кость, захарь), существительные мужского рода, которые получают мягкую членную форму (день, царь), числительные от пет и до десет и производные от десет, некоторые неизменяемые слова, производные от вышеуказанных, как сиреч и др.
- Отображение звука [ъ]. По этимологическим основам звук [ъ] отображается буквами ъ, ѫ (юс большой) и ѭ (юс большой йотированный). С ъ пишутся слова, которые в староболгарском имели ъ или ь. С ѫ пишутся корни, содержавшие этот звук в староболгарском; глагольных окончаниях 1 л. ед.ч. и 3 л. мн.ч., наст. вр. глаголов I и II спряжения пишутся с ѫ и ѭ (перед мягкой согласной и перед гласной): метѫ, метѫтъ, летѭ, летѭтъ, стоѭ, стоѭтъ. С ѫ пишутся окончания 3 л. мн.ч. совершенного и несовершенного вида от любых глаголов: видѣхѫ, рекохѫ. Глаголы, имеющие суффикс -на- пишутся с ѫ: стегнѫтъ, минѫлъ (но познатъ). С ѭ пишется и местоимение нея и сокращённая форма я: неѭ, ѭ.
- Употребление буквы ѣ (ять): ѣ пишется во всех случаях, где встречается по этимологии: бдѣние, млѣко, прѣзъ, рѣка и т. д.
- Употребление членных форм: при существительных м.р. ед.ч. Дринов пишет полный член -тъ …

### Иванчевская орфография
Иванчевская орфография 1899—1921 Первая официальная болгарская орфография, введена по распоряжению министра просвещения Болгарии Тодора Иванчова в 1899 году. Оставалась в силе до введения в 1921 году омарчевской орфографии, а в 1923 году восстановлена в основных положениях. Иванчевская орфография иногда называется дриновско-иванчевской, является исправленной дриновской орфографией, и характеризуется так:
- передача звука [ъ] буквами ъ и ѫ (юс большой), которые различаются по этимологической основе (слова).
- употребление буквы ѣ в этимологических местах.
- употребление ъ (ер) на конце слов (после согласных).
- синтаксическое правило написания полных и кратких членов.
- написание групп ър/ръ и ъл/лъ по леворо-восточному произношению
- написание глагольных окончаний с а и я.

### Омарчевская орфография
Омарчевская орфография 1921—1923 Условное название болгарской орфографии, введённой с реформой орфографии правительством БЗНС в 1921 году при болгарском министре просвещения Стояне Омарчевском. Оставалась в силе до 1923 года, когда был восстановлена (с небольшими поправками) иванчевская орфография. (Цанковская орфография).
- выброшены из азбуки буквы ъ, ь и ѣ.
- мягкость согласной перед о обозначается буквой й: синйо, Ганйо.
- правило употребления полных и кратких членов при существительных и прилагательных в единственном числе мужского рода: полный член употребляется перед словами, начинающимися с гласной, а неполный — перед словами, начинающимися с согласной или в конце предложения.
- передача звука [ъ] буквой ѫ (юс большой).
- правила употребления удвоенных предлогов «със» и «във»: в омарчевской орфографии «във» пишется перед словами, начинающимися с в, ф или хв, а «със» — перед словами, начинающимися с с, з, ш, ж или щ.[1]

### Цанковская орфография
Цанковская орфография 1923—1945 Третья официальная система правописания болгарского (новоболгарского) языка. Наследница иванчевской орфографии с небольшими случаями упрощения употребления буквы ять. По сравнению с современной орфографией болгарского книжного языка, цанковская орфография отличается следующими моментами:
- звук [ъ] изображался двумя буквами ъ и ѫ (большой юс), которые разграничивались в употреблении по этимологии (происхождению) слова.
- написание переменного (чередующегося) звучания я во всех словах, образованных от соответствующих корней, через букву ѣ (ять).
- употребление в конце слов после согласных буквы ъ (ер).
- написание слов по этимологическому принципу:

сърдце, ныне сърце (ср. сърдечен)
праздникъ, ныне празник
нужденъ, ныне нужен (ср. нужда) и так далее…

## Другие системы орфографии
- Геровская орфография[болг.] — орфография, которую использовал Найден Геров (1823—1900), была использована в опубликованном им словаре «Речникъ на блъгарскый языкъ» (1895—1904). Отличается от современной во многих отношениях.
- Проект орфографии 1892 года[болг.]. В 1892 году министр народного просвещения Георгий Живков[болг.] в кабинете Стефана Стамболова создал комиссию по разработке проекта официального болгарского правописания. В состав комиссии вошли болгарские филологи: Любомир Милетич, Александр Теодоров-Балан, Бенё Цонев, Иван Шишманов, Д. Матов, Стоян Аргиров и Ив. Георгиев.

Результат работы комиссии изложил Л. Милетич в статье «Нашата правописна реформа» в журнале «Български преглед» от 1893 год., кн. I. Встретил серьёзную критику общественности. Этот орфографический проект не был реализован, но сыграл важную роль в процессе установления единого болгарского правописания.